# Комљеновић
Комљеновић је српско и хрватско презиме. Познате особе са овим презименом су:
- Слободан Комљеновић, српски фудбалер у пензији